# Le Vignon-en-Quercy
Le Vignon-en-Quercy is een gemeente in het Franse departement Lot (regio Occitanie). De plaats maakt deel uit van het arrondissement Gourdon. Le Vignon-en-Quercy is op 1 januari 2019 ontstaan door de fusie van de gemeenten Cazillac en Les Quatre-Routes-du-Lot. De gemeente telde 955 inwoners op 1 januari 2022.

## Geografie
De oppervlakte van Le Vignon-en-Quercy bedroeg op 1 januari 2022 21,82 vierkante kilometer; de bevolkingsdichtheid was toen 43,8 inwoners per km².

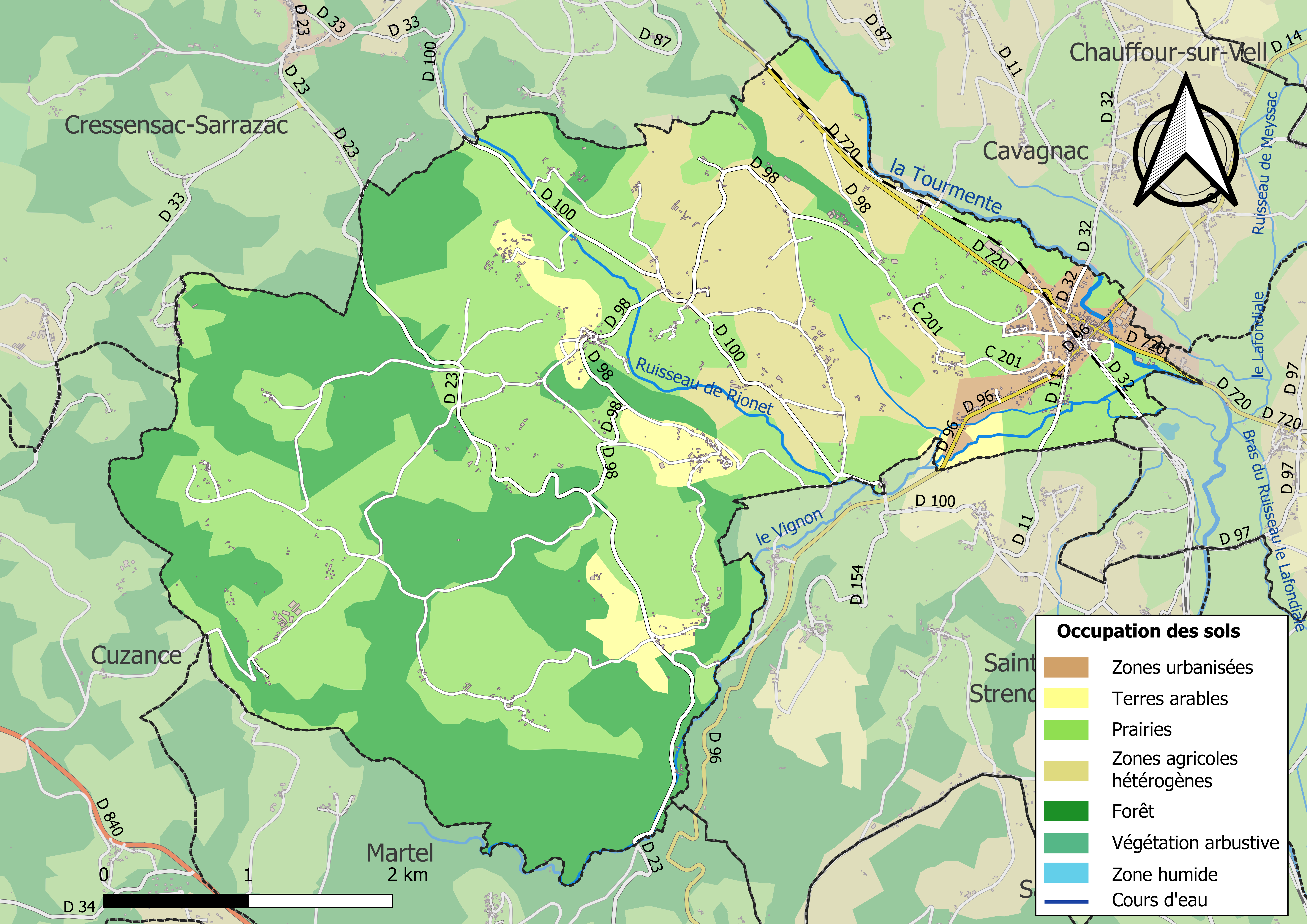
Kaart van de gemeente met de belangrijkste infrastructuur, bodemgebruik en omliggende gemeenten

## Verkeer
In de gemeente ligt het spoorwegstation Les Quatre-Routes.

## Demografie
Onderstaande figuur toont het verloop van het inwonertal (bron: INSEE-tellingen).